# David Weir
David Gillespie Weir (Falkirk, 10 de maio de 1970) é um ex-futebolista e treinador de futebol escocês. Atuava como zagueiro, tendo passagens destacadas por Everton e Rangers.

## Carreira
No início de sua carreira de jogador, Weir, que estudava na Universidade de Evansville, chegou a ser contactado pelo Celtic, com o objetivo de ser contratado pelos alviverdes de Glasgow. Entretanto, o zagueiro não recebeu proposta de contrato dos Bhoyz e assinou com o Falkirk, equipe de sua cidade natal, em 1992.
Após deixar os Bairns, assinou com o Hearts, time de nível maior que o do Falkirk, ficando três anos com os Maroons. Foi por este clube que ele recebeu sua primeira convocação para a Seleção da Escócia, em 1997.
Saiu do Hearts em 1999 e foi para o Everton, única equipe de fora da Escócia a atuar. Teve bons desempenhos ao liderar a defesa dos Toffees, entre 99 e 2007, quando deixou a equipe ao fim do contrato e regressou à Escócia para defender o Rangers, sendo seu capitão de 2007 até 2011.
Antes, em maio de 2011, foi incluído no Hall da Fama do Rangers, tornando-se o primeiro jogador do clube a receber a honraria ainda com o contrato em vigência. Dois meses depois, renovou seu contrato por mais um ano. No entanto, com a saída de Walter Smith do comando técnico dos Gers e sua posterior substituição por Ally McCoist, Weir perderia a condição de capitão para Steven Davis.
Sua última partida na Liga dos Campeões foi contra o Malmö, válida pela Terceira Fase eliminatória. Jogou 29 minutos até ser substituído por Juan Manuel Ortiz. Em janeiro de 2012, perto do final de seu contrato com o Rangers, Weir se despede da equipe para tentar seguir jogando em uma equipe inglesa, cujo nome não foi citado por ele.
Entretanto, nenhum time quis fazer proposta de contrato ao zagueiro, que anunciou sua aposentadoria. Chegou a ensaiar um retorno ao Everton em fevereiro de 2012, sendo inscrito como jogador do time reserva dos Toffees, que ofereceu um contrato como treinador da equipe de reservas.
Após ter uma curta passagem como treinador do Sheffield United e como auxiliar-técnico do Brentford, o ex-zagueiro voltaria ao Rangers em junho de 2015, desta vez como assistente de Mark Warburton.. Em fevereiro de 2017, Weir deixou o cargo juntamente com Warburton, porém continuaram trabalhando juntos no Nottingham Forest, onde permaneceram até dezembro do mesmo ano.
Em abril de 2019, o ex-zagueiro passou a trabalhar como olheiro do Brighton & Hove Albion.

## Carreira na Seleção
Como já foi citado, Weir estreou pela Seleção da Escócia em 1997, em amistoso contra o País de Gales, e disputou a Copa de 1998, disputando duas partidas. Marcou seu único gol contra a Letônia, em 2001. Chegou a dizer adeus à carreira internacional em 2002, após receber críticas do então treinador da Escócia, o alemão Berti Vogts, durante o jogo contra a Seleção das Ilhas Faroe, mas acabou regressando ao time dois anos depois, já com Walter Smith no comando.
Em agosto de 2010, Weir foi convocado para as partidas contra Lituânia e Liechtenstein, pelas Eliminatórias da Eurocopa de 2012.
No jogo contra a Lituânia, Weir bateu o recorde de jogador mais velho a atuar com a camisa da Escócia: aos 40 anos e 116 dias, superando o ex-goleiro Jim Leighton, que tinha 40 anos e 78 dias quando disputou sua última partida pela Seleção. Em 13 anos de carreira internacional, foram 69 jogos disputados.